# Heinz Oestergaard
Heinz Oestergaard (15. srpna 1916 Berlín – 10. května 2003 Bad Reichenhall) byl německý módní návrhář. Byl považován za jednoho z předních německých módních návrhářů poválečného období. Po skončení války pracoval v Berlíně, kde navrhoval například pro herečky Zarah Leander a Mariu Schell. V roce 1967 se přestěhoval do Mnichova a v roce 1971 navrhl uniformy pro německou policii.